# Darryl Blackstock
Darryl Blackstock (Newport News, 30 maggio 1983) è un giocatore di football americano statunitense che attualmente è free agent.

## Carriera universitaria
Ha giocato con i Virginia Cavaliers squadra rappresentativa dell'Università della Virginia.

## Carriera professionistica

### Arizona Cardinals
Al draft NFL 2005 è stato selezionato dai Cardinals come 95a scelta. Ha debuttato nella NFL l'11 settembre del 2005 contro i New York Giants indossando la maglia numero 56. Ha trovato pochissimi spazi.

### Cincinnati Bengals
Nella stagione 2008 passa ai Bengals.

### Virginia Destroyers (UFL)
Nella stagione 2010 ha giocato con i Virginia Destroyers nella United Football League.

### Oakland Raiders
Il 3 agosto 2011 ha firmato con i Raiders. Ha scelto il numero di maglia 56. Coi Raiders ha giocato tutte le 16 partite della stagione regolare, una delle quali come titolare, mettendo a segno 20 tackle.

### Baltimore Ravens
Il 25 luglio 2012 ha firmato con i Baltimore Ravens, venendo tagliato prima dell'inizio della stagione regolare.

## Vittorie e premi
Nessuno.

## Statistiche
| Partite totali             | 74 |
| Partite totali da titolare | 7  |
| Tackle totali              | 84 |
| Sack fatti                 | 4  |
| Intercetti fatti           | 0  |
| Fumble forzati             | 2  |